# 아스트리움 새틀라이트
아스트리움 새틀라이트(Astrium Satellites)는 유럽 최대인 다국적 방위산업체 EADS의 인공위성 개발 분야의 법인이다. 아스트리움 위성이라고도 부른다.
한국의 지구관측위성 아리랑 2호의 촬영사진은 아스트리움 위성에서 상용으로 전세계에 판매한다. 존스 홉킨스 대학교의 북한 전문 사이트인 38노스 블로그에 '아스트리움 위성'이 제공한 사진이 자주 나오는데, '아스트리움 위성'이라는 이름의 지구관측위성이 존재하는 것이 아니라, '아스트리움 위성'사, 즉 회사 이름이라서, 아리랑 2호 사진일 가능성이 없지 않다.